# Tubutsch
Tubutsch ist eine expressionistische Erzählung von Albert Ehrenstein, die 1911 zusammen mit den Prosatexten Ritter Johann des Todes und Wanderers Lied und 12 Zeichnungen Oskar Kokoschkas im Verlag Jahoda & Siegel veröffentlicht wurde. Ehrenstein verfasste sie bereits im Herbst 1908 innerhalb weniger Wochen.
Die Erzählung handelt von dem titelgebenden Tubutsch, dessen zunehmende Isolation und seelischer Zerfall geschildert wird. In der Rezeption wird Ehrenstein oft mit Tubutsch identifiziert.

## Inhalt
„Mein Name ist Tubutsch, Karl Tubutsch. Ich erwähne das nur deswegen, weil ich außer meinem Namen nur wenige Dinge besitze …“
„[I]n mir herrscht die Leere, die Öde, ich bin ausgehöhlt und weiß nicht wovon.“
Tubutsch beginnt mit seiner Selbstvorstellung und der Beschreibung seiner inneren Leere, die ihn aushöhlt. Oft spaziert er durch Wien und macht dabei exotische Erfahrungen; so begegnet er einem Wachmann, der nach Rosen riecht, und einem Betrunkenen, der das Gesetz der Ewigen Wiederkehr entdeckt.
Anfangs beschreibt Tubutsch seine früheren Kontakte zu einem Schuster, einem Handelsvertreter für Füllfedern, einem Doktor der Philosophie und einem Huterer, die inzwischen abgebrochen sind. Dafür versucht er, auf verschiedene Weise angesprochen zu werden, indem er in Glacéhandschuhen seine Wurst isst, einem Kristallölverkäufer die Tür öffnet und schreienden Knaben ihre Ware abkauft.
Weil diese Annäherungsversuche scheitern, wird er zunehmend isoliert. Vor der zunehmenden Leere flüchtet Tubutsch sich dadurch, dass er eine Zeitreise ins Cambrium halluziniert, sich an vergangene (sexuelle) Ereignisse erinnert, Gespräche mit seinem Stiefelknecht Philipp führt und in Rollenspielen sich in tragische Helden versetzt. Außerdem pflegt er zu Tieren eine besondere Beziehung. So werden ihm die Tode der Fliegen Pollak und der Zwergbulldogge Schnudi zu einschneidenden Momenten. Nachdem der Jude Ahasver die Zwergbulldogge erschießt, weil sie sich unaufhörlich im Kreis drehte, überlegt Tubutsch, Selbstmord zu begehen. Von diesem Vorhaben lässt er sich jedoch ablenken, als er bemerkt, dass in einem Geschäft neuerdings Dalmatinerweine angeboten werden. Er endet, womit er angefangen hat: „[M]ein Name ist Tubutsch, Karl Tubutsch …“

## Rezeption
So ein kleines Buch, und so viel Lärm in ihm … Ehrenstein ist ein ins Leere verlorenes, schreiendes Kind. Franz Kafka

## Ausgaben
- Erstausgabe: Tubutsch. Georg Müller, München und Leipzig 1914.
- Enthalten in: Ritter des Todes. Die Erzählungen von 1900 bis 1919. E. Rowohlt, Berlin 1926. Neuausgabe in: Gedichte und Prosa. Hrsg. von Karl Otten. Luchterhand, Neuwied / Berlin 1961.
- Werke: Tubutsch. In: Albert Ehrenstein: Werke. Hrsg. von Hanni Mittelmann. Band 2: Erzählungen. Wallstein Verlag, Göttingen 1991, ISBN 3-924963-32-0, S. 36–58.
- Aktuelle Ausgabe: Tubutsch. Mit 10 Zeichnungen von Oskar Kokoschka und einem Nachwort von Karl-Markus Gauß. Wallstein Verlag, Göttingen 2021, ISBN 978-3-8353-3861-6.
- E-Book: Tubutsch. Boer Verlag, München 2021, ISBN 978-3-96662-141-0.
- Englische Übersetzung: Tubutsch. Übersetzt von Malcolm Green. Atlas, London 1990, ISBN 0-947757-34-1.
- Französische Übersetzung: Tubutsch. Übersetzt von Claude Riehl. Circé, Straßburg 1990, ISBN 2-908024-06-3.